# Saint-Angel (Corrèze)
Pour les articles homonymes, voir Saint-Angel.
Saint-Angel est une commune française située dans le département de la Corrèze en région Nouvelle-Aquitaine.
Les habitants de Saint-Angel sont des « Saint-Angelois ».

## Géographie
Commune du Massif central située dans l'aire urbaine d'Ussel sur le plateau de Millevaches est traversée d'ouest en est par la route nationale 89. Le village est situé sur un piton rocheux dominant la rive droite de la Triouzoune.
La commune fait partie du parc naturel régional de Millevaches en Limousin et est entourée de nombreuses forêts de résineux (douglas et pins sylvestres).

### Climat
Pour des articles plus généraux, voir Climat de la Nouvelle-Aquitaine et Climat de la Corrèze.
Historiquement, la commune est exposée à un climat montagnard.  
En 2020, Météo-France publie une typologie des climats de la France métropolitaine dans laquelle la commune est exposée à un climat de montagne et est dans la région climatique  Ouest et nord-ouest du Massif Central, caractérisée par une pluviométrie annuelle de 900 à 1 500 mm, maximale en automne et en hiver.
Pour la période 1971-2000, la température annuelle moyenne est de 9,3 °C, avec  une amplitude thermique annuelle de 14,7 °C. Le cumul annuel moyen de précipitations est de 1 224 mm, avec 14,3 jours de précipitations en janvier et 7,6 jours en juillet. Pour la période 1991-2020, la température moyenne annuelle observée sur la station météorologique la plus proche, située sur la commune d'Ussel à 8 km à vol d'oiseau, est de 9,9 °C et le cumul annuel moyen de précipitations est de 1 156,1 mm,. Pour l'avenir, les paramètres climatiques de la commune estimés pour 2050 selon différents scénarios d’émission de gaz à effet de serre sont consultables sur un site dédié publié par Météo-France en novembre 2022.

## Urbanisme

### Typologie
Au 1er janvier 2024, Saint-Angel est catégorisée commune rurale à habitat dispersé, selon la nouvelle grille communale de densité à 7 niveaux définie par l'Insee en 2022.
Elle est située hors unité urbaine. Par ailleurs la commune fait partie de l'aire d'attraction d'Ussel, dont elle est une commune de la couronne,. Cette aire, qui regroupe 38 communes, est catégorisée dans les aires de moins de 50 000 habitants,.

### Occupation des sols
L'occupation des sols de la commune, telle qu'elle ressort de la base de données européenne d’occupation biophysique des sols Corine Land Cover (CLC), est marquée par l'importance des forêts et milieux semi-naturels (66,7 % en 2018), en diminution par rapport à 1990 (68,7 %). La répartition détaillée en 2018 est la suivante : 
forêts (66,2 %), prairies (23,7 %), zones agricoles hétérogènes (6,9 %), zones urbanisées (1,1 %), zones industrielles ou commerciales et réseaux de communication (0,8 %), terres arables (0,8 %), milieux à végétation arbustive et/ou herbacée (0,5 %).
L'évolution de l’occupation des sols de la commune et de ses infrastructures peut être observée sur les différentes représentations cartographiques du territoire : la carte de Cassini (XVIIIe siècle), la carte d'état-major (1820-1866) et les cartes ou photos aériennes de l'IGN pour la période actuelle (1950 à aujourd'hui).

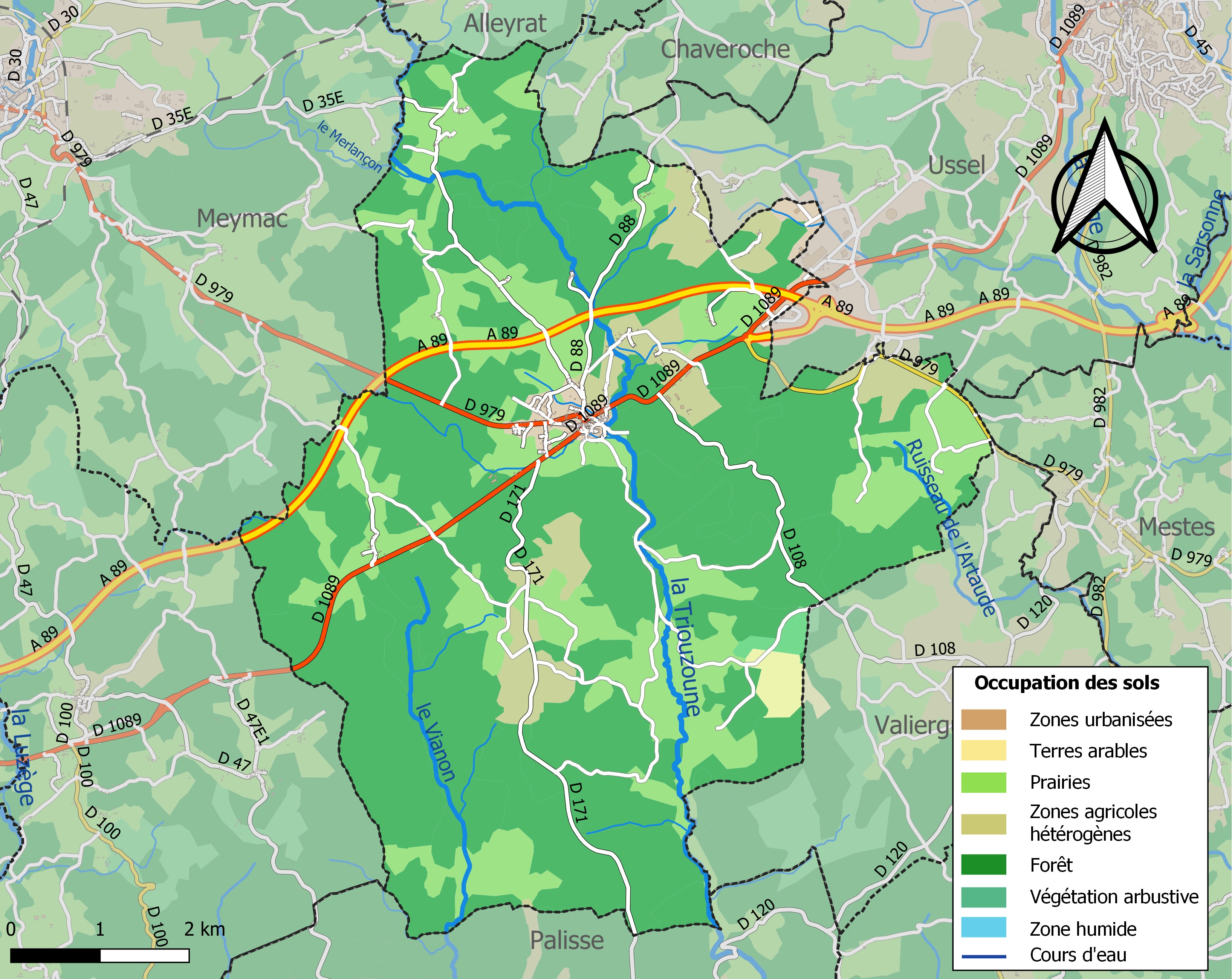
Carte des infrastructures et de l'occupation des sols de la commune en 2018 (CLC).

### Risques majeurs
Le territoire de la commune de Saint-Angel est vulnérable à différents aléas naturels : météorologiques (tempête, orage, neige, grand froid, canicule ou sécheresse), feux de forêts et séisme (sismicité très faible). Il est également exposé à un risque technologique,  le transport de matières dangereuses, et à un risque particulier : le risque de radon. Un site publié par le BRGM permet d'évaluer simplement et rapidement les risques d'un bien localisé soit par son adresse soit par le numéro de sa parcelle.

#### Risques naturels

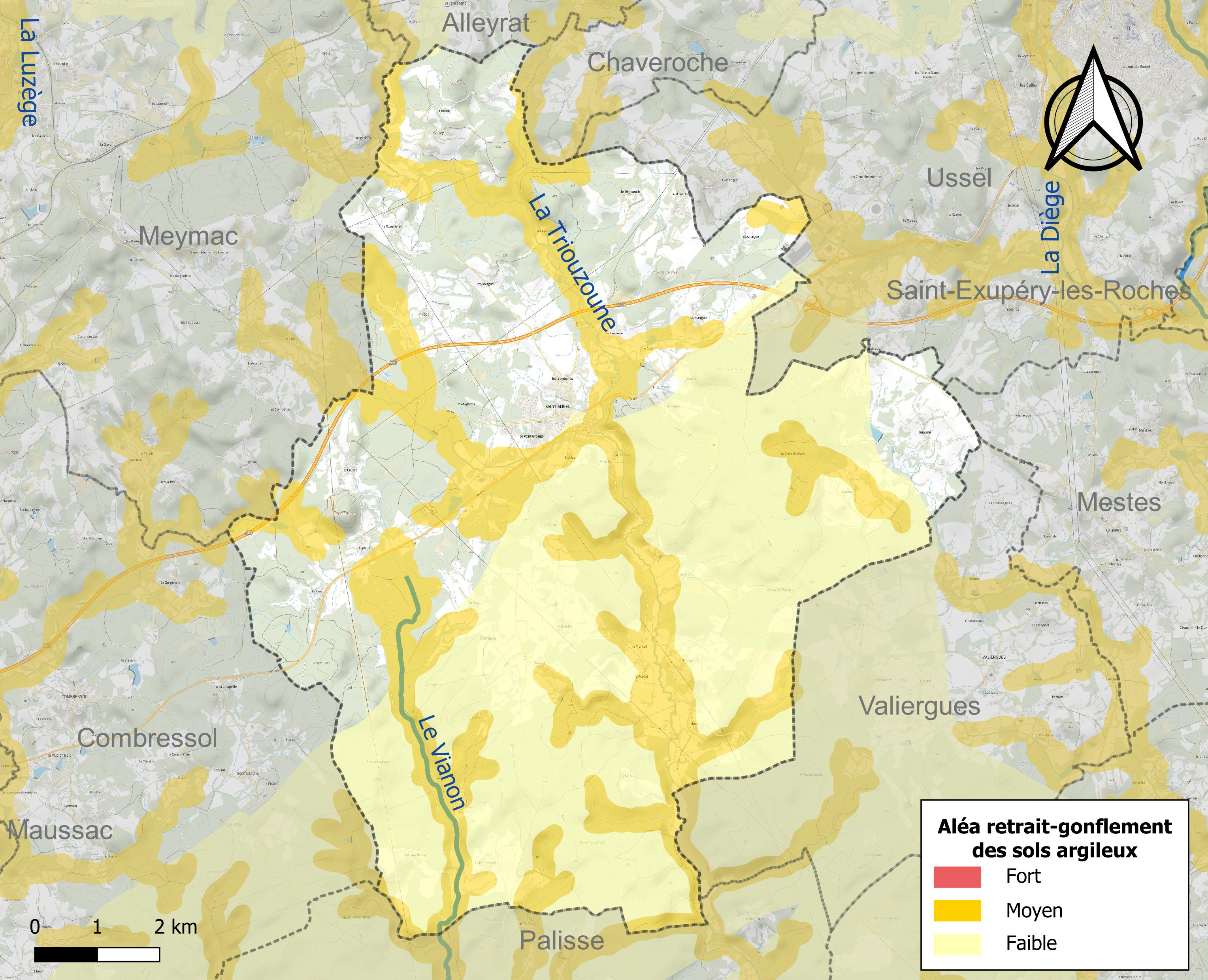
Carte des zones d'aléa retrait-gonflement des sols argileux de Saint-Angel.

Le retrait-gonflement des sols argileux est susceptible d'engendrer des dommages importants aux bâtiments en cas d’alternance de périodes de sécheresse et de pluie. 27,4 % de la superficie communale est en aléa moyen ou fort (26,8 % au niveau départemental et 48,5 % au niveau national). Sur les 437 bâtiments dénombrés sur la commune en 2019,  94 sont en aléa moyen ou fort, soit 22 %, à comparer aux 36 % au niveau départemental et 54 % au niveau national. Une cartographie de l'exposition du territoire national au retrait gonflement des sols argileux est disponible sur le site du BRGM,.
Concernant les feux de forêt, aucun plan de prévention des risques incendie de forêt (PPRIF) n’a été établi en Corrèze, néanmoins le code de l’urbanisme impose la prise en compte des risques dans les documents d’urbanisme. Le périmètre des servitudes d'utilité publique et des zones d'obligation légale de débroussaillement pour les particuliers est quant à lui défini pour la commune dans une carte dédiée. 

#### Risques technologiques
Le risque de transport de matières dangereuses sur la commune est lié à sa traversée par une route à fort trafic et une canalisation de transport d'hydrocarbures. Un accident se produisant sur de telles infrastructures est susceptible d’avoir des effets graves sur les biens, les personnes ou l'environnement, selon la nature du matériau transporté. Des dispositions d’urbanisme peuvent être préconisées en conséquence.

#### Risque particulier
Dans plusieurs parties du territoire national, le radon, accumulé dans certains logements ou autres locaux, peut constituer une source significative d’exposition de la population aux rayonnements ionisants. Certaines communes du département sont concernées par le risque radon à un niveau plus ou moins élevé. Selon la classification de 2018, la commune de Saint-Angel est classée en zone 3, à savoir zone à potentiel radon significatif. 

## Histoire

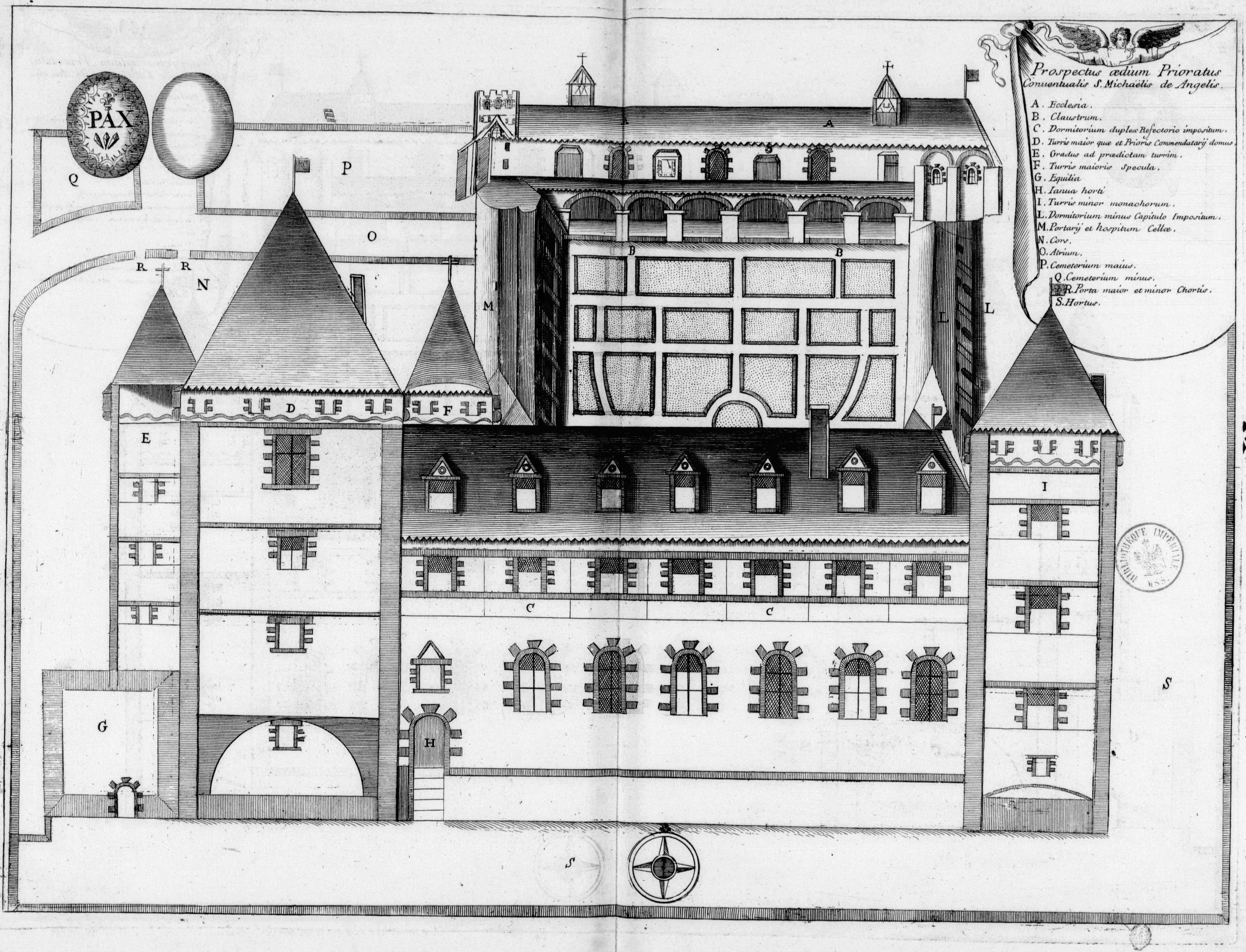
Le prieuré au XVIIe siècle, planche gravée du Monasticon Gallicanum.

Le village doit son nom au prieuré fondé au VIIIe siècle et dédié à saint Michel-des-Anges. Ce fut une place occupée par les Anglais pendant la guerre de Cent Ans : la fin de l'occupation fut marquée par l'incendie du prieuré en 1375.
En 1793, Saint-Fréjoux-le-Mineur fusionne avec Saint-Angel. Pour suivre un décret de la Convention, elle change de nom pour Angel-la-Montagne.
La brigade Jesser y passa durant la Seconde Guerre mondiale.

## Politique et administration
| Période     | Période  | Identité               | Étiquette | Qualité                                             |
| ----------- | -------- | ---------------------- | --------- | --------------------------------------------------- |
| mars 2001   | mai 2020 | Joël Pradel            |           | Chef d'entreprise                                   |
| 23 mai 2020 | En cours | Jacqueline Cornelissen | DVD-LR    | Enseignante, conseillère départementale depuis 2021 |

## Démographie
| 1793  | 1800  | 1806  | 1821  | 1831  | 1836  | 1841  | 1846  | 1851  |
| ----- | ----- | ----- | ----- | ----- | ----- | ----- | ----- | ----- |
| 1 250 | 1 262 | 1 311 | 1 350 | 1 499 | 1 552 | 1 632 | 1 661 | 1 667 |

| 1856  | 1861  | 1866  | 1872  | 1876  | 1881  | 1886  | 1891  | 1896  |
| ----- | ----- | ----- | ----- | ----- | ----- | ----- | ----- | ----- |
| 1 540 | 1 520 | 1 595 | 1 503 | 1 506 | 1 520 | 1 366 | 1 406 | 1 438 |

| 1901  | 1906  | 1911  | 1921 | 1926 | 1931 | 1936 | 1946 | 1954 |
| ----- | ----- | ----- | ---- | ---- | ---- | ---- | ---- | ---- |
| 1 371 | 1 320 | 1 292 | 935  | 906  | 932  | 942  | 832  | 742  |

| 1962 | 1968 | 1975 | 1982 | 1990 | 1999 | 2005 | 2006 | 2010 |
| ---- | ---- | ---- | ---- | ---- | ---- | ---- | ---- | ---- |
| 663  | 638  | 512  | 562  | 566  | 590  | 670  | 668  | 687  |

| 2015 | 2020 | 2022 | - | - | - | - | - | - |
| ---- | ---- | ---- | - | - | - | - | - | - |
| 707  | 702  | 705  | - | - | - | - | - | - |

## Lieux et monuments
- Prieuré Saint-Michel-des-Anges d'origine XIIe siècle, reconstruit aux XVe et XVIIe siècles. L'édifice a été classé au titre des monuments historiques en 1840[23].L'église fortifiée, les bâtiments conventuels et la tour ronde du presbytère forment un ensemble harmonieux et imposant. Il reste encore des objets liturgiques et statues des XVIIe et XVIIIe siècles. Des vierges en bois polychrome ont été récemment volées.

## Économie
- Industries du bois
- Élevage

## Personnalité liée à la commune
- Jean-Baptiste Poulbrière (1842-1917), religieux et écrivain français.

## Héraldique
| Saint-Angel | Son blasonnement est : Écartelé : aux 1er et 4e d'or au lion de sable, au chef d'azur chargé d'une étoile d'argent entre deux coquilles de même, aux 2e et 3e d'argent à la bande de gueules accompagnée de cinq roses de même, trois en chef et deux en pointe. |